# Super Chikan
James "Super Chikan" Johnson (né le 16 février 1951, à Darling au Mississippi) est un bluesman Américain, évoluant à Clarksdale au Mississippi. Il est le neveu du bluesman Big Jack Johnson.
Selon le journaliste anglais Paul Du Noyer dans L'encyclopédie illustrée de toutes les musiques, Super Chikan, Big Jack Johnson, Booba Barnes, R. L. Burnside, et Paul "Vin" Jones sont « les représentants actuels d'une version plus audacieuse, électrique du son brut, pur du Delta blues. »

## Enfance
James Johnson naît en 1951 dans une famille de onze enfants à Darling, une petite communauté dans le Delta du Mississippi. Il passe son enfance à déménager de ville en ville, tout en restant dans la même région. Avant d'être capable de travailler dans les champs, il aime la compagnie des poulets qu'élèvent ses parents et essaie de comprendre leur langage. Pour cette raison, des amis lui donnent le surnom de « Chikan Boy ». Johnson reçoit très tôt son premier instrument rudimentaire, un diddley bow. Petit à petit, il trouve de nouvelles façons d'améliorer et de varier les sons qu'il peut sortir de son instrument. En 1964, il achète sa première guitare acoustique, qui n'a que deux cordes, dans un magasin de l'Armée du salut.

## Carrière musicale
Adulte, Super Chikan gagne sa vie en tant que chauffeur de poids lourd. Pendant ses longues périodes sur la route, il commence à composer ses propres chansons. Après les avoir fait écouter à ses amis, ceux-ci le convainquent de les enregistrer dans un studio. Johnson joue par la suite avec des musiciens locaux de renom, mais décide par après de travailler en solo pour ne pas avoir à se conformer au styles de ses collaborateurs. En 1997, il sort son premier album, Blues Come Home to Roost, influencé par des musiciens comme Muddy Waters, John Lee Hooker, et Chuck Berry. Il continue sa lancée en sortant What You See (2000), Shoot That Thang (2001), Chikan Supe (2005), et Sum Mo Chikan (2007). Dans la région de Clarksdale, il est plus connu pour jouer régulièrement au Ground Zero de Morgan Freeman, dont il est l'interprète de blues préféré. Il a également joué en première partie de Thunderbox, le groupe de Steven Seagal.
En 2009, Super Chikan sort Chikadelic, distribué par BluesTown Records. L'album a été enregistré à Notodden en Norvège, au Juke Joint Studio, et est sorti pendant le Notodden Blues Festival de 2009, où Chikan a joué accompagné du groupe norvégien Spoonful of Blues. Chikan a reçu le prix du meilleur album de blues traditionnel aux Blues Music Awards de 2010.

## Discographie
- 1997 - Blues Come Home to Roost
- 2000 - What You See
- 2001 - Shoot That Thang
- 2005 - Chikan Supe
- 2007 - Sum Mo Chikan (production et mixag e: Charley Burch et Lawrence "Boo" Mitchell)
- 2009 - Chikadelic (production : Charley Burch)
- 2010 - Welcome to Sunny Bluesville
- 2011 - Okiesippi Blues - Watermelon Slim et Super Chikan (production et mixage : Charley Burch et Lawrence "Boo" Mitchell)
- 2015 - Organic Chikan, Free Range Rooster (production : James Johnson)

## Récompenses
- Living Blues Critics Award (5)
- 1998 - Nommé aux W. C. Handy Awards
- 2004 - Prix du Gouverneur du Mississippi pour l'excellence artistique[6].
- 2010 -  Gagnant du prix du meilleur album de musique blues traditionnelle aux Blues Music Awards.